# Telefoonhoesje

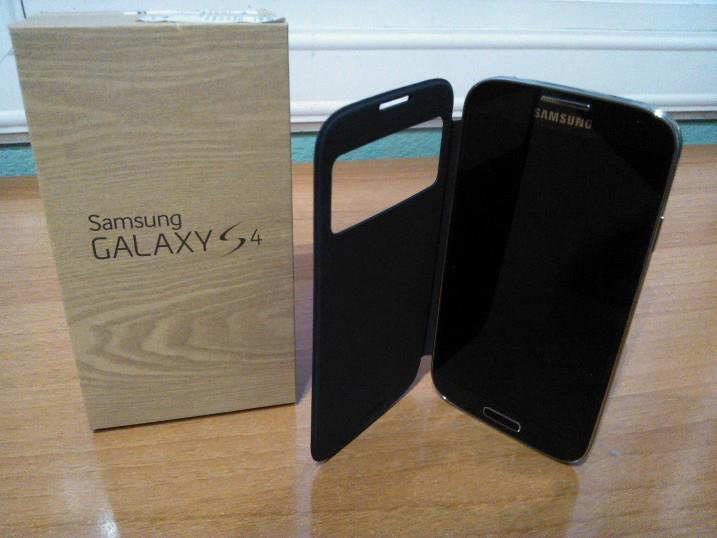
Samsung Galaxy S4 met een S-View Flip Cover telefooncase

Een telefoonhoesje of telefooncase is een accessoire voor een mobiele telefoon, in de praktijk meestal een smartphone. Het wordt meestal op of rond het toestel geplaatst om dit te beschermen of te personaliseren. In sommige gevallen, zoals bij de Galaxy S4 S-View Flip Cover uit 2013, vervangt het hoesje een deel van de oorspronkelijke behuizing van het toestel.
Hoesjes worden in tal van materialen, kleuren en patronen gemaakt en hebben soms extra functionaliteiten, zoals opbergvakjes voor bankpassen of een kickstand, een voetje dat het mogelijk maakt om de telefoon rechtop te zetten.
Flip cover of book cover hoesjes bevatten een flap die het scherm van het toestel beschermt tegen krassen. Back cover hoesjes, die meestal uit siliconen worden vervaardigd, zijn voornamelijk bedoeld om het toestel te beschermen bij vallen of stoten.